# Novembre 1887

## Événements

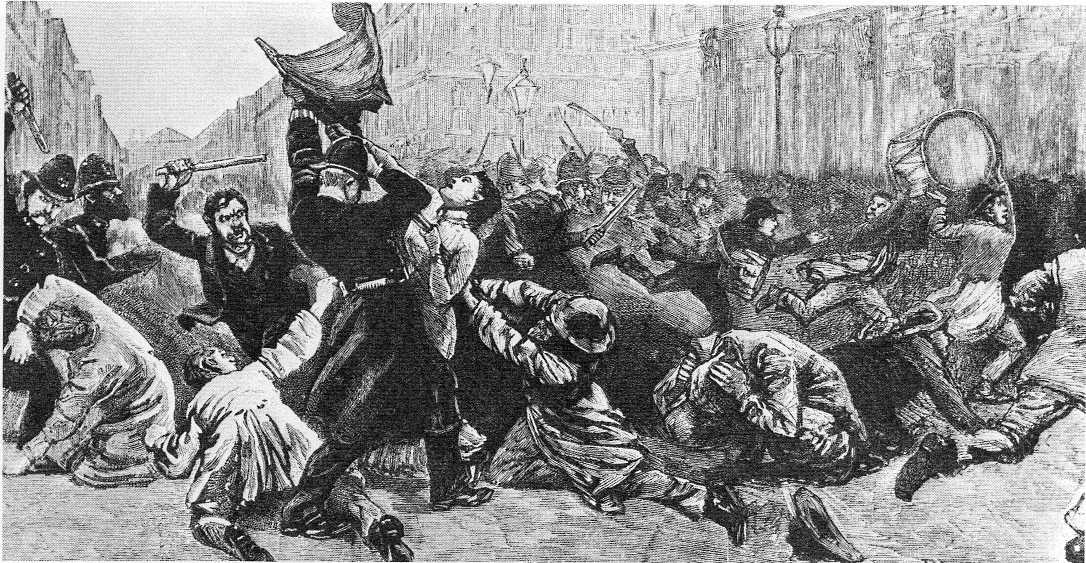
13 novembre : Bloody Sunday.

- Bismarck augmente les droits de douane sur les exportations de blé russe puis met fin aux emprunts de la Russie à la bourse de Berlin destinés à financer un armement et des voies ferrés stratégiques. Les relations germano-russes se détériorent. Le tsar refuse de renouveler l’alliance des Trois empereurs.

- 1er novembre, États-Unis : grève de dix mille coupeurs de canne à sucre de Louisiane qui exigent une augmentation de salaire de 50 cents. Payés 65 cents par jour, ils ne perçoivent la plupart du temps que des bons d’achat valableS dans les magasins des plantations. La milice mettra fin à la grève à la fin du mois.

- 6 novembre : révision de la Constitution aux Pays-Bas : abolition du suffrage censitaire tout en excluant le suffrage universel (droit de vote aux citoyens montrant des signes de capacité et de prospérité).

- 11 novembre, États-Unis : Black Friday, jour où sont exécutés quatre des huit anarchistes arrêtés après les évènements de Haymarket Square, à Chicago.

- 13 novembre, Royaume-Uni : « Dimanche sanglant » à Londres où deux manifestants indépendantistes irlandais trouvent la mort dans des affrontements avec la police.

- 14 novembre, France : fort tremblement de terre en Luberon.

## Naissances
- 5 novembre : Oscar Bossaert, personnalité politique, industriel et footballeur belge († 1er février 1956).
- 14 novembre : Amadeo de Souza-Cardoso, peintre portugais († 25 octobre 1918).
- 23 novembre : Boris Karloff, acteur britannique († 2 février 1969).

## Décès
- 6 novembre : Eugène Pottier, poète et révolutionnaire.
- 18 novembre : le prince Jean de Bourbon (65 ans), comte de Montizón, aîné des Capétiens et chef de la maison de France.